# Conseil du gouverneur général des Indes
Le Conseil de l'Inde (de 1833 à 1858) puis Conseil du gouverneur général des Indes (de 1858 à 1919) est un organe chargé d'assister le vice-roi des Indes dans l'administration du Raj britannique.
Créé pendant la période de domination de la Compagnie des Indes sous le nom de « Conseil de l'Inde » (« Council of India »), le Conseil est renommé « Conseil du gouverneur général des Indes » (« Council of the Governor-General of India ») par le Government of India Act de 1858 lorsqu'est créé le Conseil de l'Inde présidé par le secrétaire d'État à l'Inde à Londres.

## 1773-1858: le Conseil de l'Inde de la Compagnie
En 1773, une loi prévoit l'élection par la Court of Directors de la Compagnie britannique des Indes orientales d'un Council of Four dont les décisions s'imposent au gouverneur général du Bengale. Les membres du Conseil sont réduits à trois en 1784 et ses décisions cessent de s'imposer au gouverneur en 1786.
Le Government of India Act de 1833 modifie la structure du Conseil et distingue pour la première fois entre fonctions exécutives et législatives : trois membres participent à toutes les réunions et un quatrième ne participe qu'au vote des lois.

## 1858-1920: Conseil du gouverneur général
En 1858, la gestion de l'Inde est transférée à la Couronne. La nomination des trois premiers membres du Conseil est alors attribuée à la reine et celle du quatrième au secrétaire d'État à l'Inde.
Le Indian Councils Act de 1861 modifie la composition du Conseil. Les fonctions exécutives sont exercées par cinq membres qui se répartissent les portefeuilles de l'Intérieur, du Revenu, des Armées, de la Justice et des Finances :
- trois membres ordinaires sont choisis parmi les fonctionnaires ou militaires britanniques présents en Inde,
- deux membres ordinaires sont barristers.

À ces membres ordinaires s'ajoute le commandant en chef des forces britanniques en Inde qui peut être nommé membre extraordinaire par le secrétaire d'État à l'Inde.
Pour les fonctions législatives du Conseil, le gouverneur général peut nommer six à douze membres supplémentaires pour un mandat de deux ans. Ces membres ne participent qu'aux débats sur les lois et règlements. Malgré les fonctions législatives confiées au Conseil du gouverneur général, ce dernier garde le pouvoir de refuser sa sanction aux lois votées par le Conseil. Le gouvernement britannique garde le pouvoir de désavouer toute loi faite en Inde.
Entre 1862 et 1892, seuls 45 Indiens sont nommés comme membres supplémentaires du Conseil du gouverneur général. Parmi eux, 25 zamindars et 7 princes,,.
En 1892, un nouveau Indian Councils Act porte le nombre de membres supplémentaires à un minimum de 10 et un maximum de 16 et permet la nomination de conseillers représentant les provinces. La loi prévoit également la possibilité pour les membres d'adresser des questions.
En 1920, un Indian Councils Act modifie la composition du Conseil du gouverneur général dans le but d'accroitre la participation des Indiens au processus législatif :
- 9 membres qui forment le Conseil exécutif ;
- 28 membres nommés issus de l'administration et de l'armée ;
- 5 membres nommés représentant la communauté commerciale indienne (1), les musulmans du Pendjab (1), les propriétaires du Pendjab (1) et d'autres (2) ;
- 27 membres élus par les Conseils législatifs des provinces :
  - membres généraux (13) : Bombay(2), Madras(2), Bengale (2), Provinces-Unies (2), Provinces centrals, Assam, Bihar-et-Orissa, Pendjab, Birmanie ;
  - propriétaires (6) : Bombay, Madras, Bengale, Provinces-Unies, Provinces centrales, Bihar-et-Orissa ;
  - musulmans (6) : Bengale (2), Madras, Bombay, Provinces-Unies, Bihar-et-Orissa ;
  - Commerce (2) : Chambre de commerce du Bengale (1), Chambre de commerce de Bombay (1).

## 1920: Conseil exécutif
Le Gouvernment of India Act de 1919 achève la transformation du Conseil du gouverneur général en Conseil exécutif en créant une législature bicamérale composée d'une Assemblée législative et d'un Conseil d'État.
En 1946 est mis en place un gouvernement provisoire composé uniquement d'Indiens à l'exception du vice-roi et du commandant en chef. Dirigé par Jawaharlal Nehru, ce gouvernement est chargé de préparer l'indépendance de l'Inde.